# The Best of Porter Wagoner & Dolly Parton
The Best of Porter Wagoner & Dolly Parton è un album di raccolta collaborativo dei cantanti statunitensi Porter Wagoner e Dolly Parton, pubblicato nel 1971.

## Tracce
Side 1
1. Just Someone That I Used to Know – 2:21 (Jack Clement)
2. Daddy Was an Old Time Preacher Man – 2:57 (Dolly Parton, Dorothy Jo Hope)
3. Tomorrow Is Forever – 2:45 (Parton)
4. Jeannie's Afraid of the Dark – 2:44 (Parton)
5. The Last Thing on My Mind – 2:34 (Tom Paxton)

Side 2
1. The Pain of Loving You – 2:05 (Parton, Porter Wagoner)
2. Better Move It on Home – 2:14 (Ray Griff)
3. Holding On to Nothin' – 2:26 (Jerry Chesnut)
4. Run That by Me One More Time – 2:18 (Parton)
5. We'll Get Ahead Someday – 1:55 (Mack Magaha)